# Lathbury
Lathbury är en ort och civil parish i Milton Keynes i Storbritannien. Den ligger i grevskapet Buckinghamshire och riksdelen England, i den södra delen av landet, 80 km nordväst om huvudstaden London. Lathbury ligger 59 meter över havet och antalet invånare är 156.
Terrängen runt Lathbury är huvudsakligen platt. Lathbury ligger nere i en dal. Runt Lathbury är det tätbefolkat, med 442 invånare per kvadratkilometer. Närmaste större samhälle är Milton Keynes, 6,8 km söder om Lathbury. Trakten runt Lathbury består till största delen av jordbruksmark.